# Bombus pauloensis
El mangangá negro (Bombus pauloensis) es una especie de abejorro nativo de América del Sur, un himenóptero apócrito de la familia Apidae. Es una especie polinizadora de plantas cultivadas como el tomate (Solanum lycopersicum), el ají morrón (Capsicum annuum) y la fresa (Fragaria x ananassa).

## Descripción
B. pauloensis son predominantemente de color negro. El tórax de la abeja es completamente negro mientras que el abdomen es negro con una pequeña cantidad de pelo más pálido hacia el ápice. B. pauloensis tiene una lengua larga que facilita el proceso de extracción de néctar de flores con corolas profundas. Las antenas de B. pauloensis también son relativamente largas. Los trabajadores tienen una longitud de ala que oscila entre 4 y 10 mm. Las reinas suelen tener entre dos y tres veces la masa de obreras.

## Comportamiento
Vive en colonias sociales que incluyen una reina fundadora, obreras y cría. B. pauloensis es algo inusual debido a su potencial para oscilar entre ciclos de anidación poligínicos (múltiples reinas) y monóginos (una reina). Bombus pauloensis fue la primera especie del género Bombus que se descubrió que mostraba patrones de anidación poligínicos. Los ciclos de anidación poligínicos conducen a ciertos tipos específicos de comportamiento, incluida la agresión entre reinas. Los nidos también pueden ser perennes, una característica que rara vez se encuentra en otros abejorros. B. pauloensis puede ser útil para la agricultura debido a su capacidad para polinizar diferentes especies de plantas. Se ha descubierto que B. pauloensis ocupa una variedad de áreas geográficas y climas en toda América del Sur. Las colonias tienen la capacidad de termorregular los nidos y mantenerlos un poco más cálidos que el ambiente exterior. Los trabajadores que buscan alimento utilizan contracciones musculares para mantener temperaturas estables y hacer frente a las fluctuaciones estacionales y diarias de temperatura. Los nidos de B. pauloensis generalmente se encuentran sobre el suelo. Se han encontrado nidos en una variedad de lugares diferentes, incluidas áreas tropicales cálidas y ambientes fríos de gran altitud. Aunque la mayoría de los nidos están construidos en el suelo, se han encontrado nidos elevados en árboles sobre el suelo. Las investigaciones indican que el clima dicta si un nido en particular oscilará entre ciclos poligínicos y monóginos. 
Los nidos de B. pauloensis tienen forma circular y se ha observado que tienen un diámetro de alrededor de 10 a 30 cm y una altura de entre 10 y 20 cm. Para aquellos nidos que se encuentran en el suelo, el panal de cría suele estar situado en ligeras cavidades a un par de centímetros por debajo del nivel del suelo. El número de entradas a los nidos varía y parece no estar relacionado con ninguna propiedad específica de la colonia, como el tamaño. Aunque la mayoría de los nidos suelen tener múltiples entradas, una o dos son más activas que las demás. Todas las entradas a los nidos están sujetas a modificaciones intencionales por parte de los trabajadores que utilizan la entrada. B. pauloensis también tiene tendencia a formar bolsas de alimentación de polen que se adhieren a grupos de larvas para facilitar el proceso de alimentación de las larvas.
El ciclo de la colonia comienza cuando una gina solitaria (una reina fundadora) construye un celda para los huevos en una cavidad ligeramente subterránea. De estos huevos nace el primer grupo de trabajadores y recolectores que ayudarán a una mayor propagación de la colonia. Para poder reproducirse, la colonia debe llegar al punto en el que pueda dar a luz nuevos zánganos y ginas. El ciclo técnicamente se completa cuando la reina muere, las ginas  abandonan el nido, o ambas cosas.  Las fases poligínicas pueden comenzar (y a menudo comienzan) si la reina es reemplazada por más de una nueva reina reproductora. Las fases monóginas se inician por interacciones conflictivas entre reinas que matan a todas las reinas reproductivas rivales menos una. Las investigaciones indican que B. pauloensis tiene la capacidad de formar nuevas colonias en cualquier momento del año, independientemente de la estación.  Se necesitan 6 días para que los huevos se desarrollen, 12 a 13 días para pasar por la etapa larvaria, 8 a 12 días más después para pasar a la etapa de pupa y otros 24 a 34 días para madurar por completo. El desarrollo de los huevos también puede retrasarse ligeramente en colonias que existen en ambientes de baja temperatura y gran altitud,  por lo que el ciclo de la colonia de B. pauloensis varía según el área en la que se encuentra una población. 
Si la reina desaparece o es expulsada de la colonia, puede ser reemplazada por una reina falsa.  La falsa reina suele ser una obrera apareada. Esta falsa reina produce descendencia tanto hembra como macho para mantener el desarrollo y propagación de la colonia hasta la siguiente fase reproductiva, que es cuando se producen nuevas reinas.Se ha demostrado que se pueden formar nuevas colonias a partir de grupos de obreras que carecen de reina. En tales casos, una reina falsa asume el papel de reina (como se describe anteriormente) y permite la propagación y el desarrollo de la colonia hasta la fase reproductiva cuando se producen nuevas reinas.

## Taxonomía
Bombus pauloensis, anteriormente conocido como Bombus atratus, fue descrito originalmente por el entomólogo estadounidense Henry James Franklin en 1913 y publicado en The Bombidae of the New World.Es una especie del género Bombus de la familia Apidae (abejas melíferas, abejas sin aguijón, abejas carpinteras, abejorros, abejas orquídeas). Dentro de Bombus, B. pauloensis es parte del subgénero Fervidobombus del Nuevo Mundo anteriormente reconocido, que incluye las especies estrechamente relacionadas Bombus transversalis y Bombus pullatus . Fervidobombus es actualmente parte del subgénero más grande Thoracobombus . Durante la mayor parte del primer siglo después de su descripción en 1913, esta especie fue conocida como Bombus atratus, pero ese nombre era un homónimo menor, ya que se había utilizado para una especie diferente de abejorro en 1911. Los nombres pauloensis y nigriventris también se publicaron para esta especie en 1913, y en 2012 investigadores brasileños adoptaron el primero como reemplazo formal del nombre atratus.

## Distribución y hábitat
El mangangá negro, Bombus pauloensis, se distribuye en todos los países sudamericanos con excepción de Chile, Guyana y el norte de Brasil.Una distribución geográfica tan diversa ilustra cómo B. pauloensis tiene la capacidad de adaptarse a una amplia gama de condiciones y fuentes de polen.

## Efectos del imidacloprid
Estudios sobre el insecticida neonicotinoide sistémico imidacloprid usado en la agricultura han mostrado efectos letales por vía oral y tópica en Bombus atratus.

## Nombres comunes
- Mangangá negro, abejorro del páramo[26]
- Mamangá